# ヴィニー・アピス
ヴィニー・アピス（Vinny Appice、1957年9月13日 - ）は、アメリカのロック・ドラマー、作曲家。ブラック・サバス、ディオなどでの活動で有名。ヴァニラ・ファッジ、ベック・ボガート & アピス、キング・コブラ等で活躍したカーマイン・アピスの実弟。

## キャリア
出身はニューヨークのブルックリン区。イタリア系の一家に生まれる。兄カーマイン・アピスの11歳下の弟。9歳の時にドラムと出会い、兄と同じドラム講師に師事した。
16歳の時、彼と彼のバンドBOMFは、レコード・プラント・スタジオでジョン・レノンと出会い、レノンのレコーディングを手伝う。
その後、リック・デリンジャーと合流し、デリンジャー名義で『デリンジャー革命』（1976年）、『悪魔と拳銃』（1977年）、『ライヴ!』（1977年）に参加した。
1978年、デリンジャー時代の同僚、ダニー・ジョンソン（ギター、ボーカル。後にスティーヴ・ヴァイの後任としてアルカトラスに参加）、ジェイ・デイヴィス（ベース、ボーカル）とともに、ハード・ロック・トリオ、アクシス（Axis）を結成、アンディ・ジョンズのプロデュースで『灼熱星雲』をリリース。
1980年、ツアー序盤でアルコール中毒のため離脱したビル・ワードの後任としてブラック・サバスの「Heaven and Hell・ツアー」に合流。ここでヴィニーを気に入ったロニー・ジェイムス・ディオがグループおよび本人に正式加入を強く働きかけ、そのまま正式メンバーとなる。
ブラック・サバスでは『悪魔の掟』（1981年）、『ライヴ・イーヴル』（1982年）にそのプレイを残す。
1982年後半にブラック・サバスを脱退し、ロニーとともにディオの結成に参加。『情念の炎～ホーリィ・ダイヴァー』（1983年）、『ラスト・イン・ライン』（1984年）、『セイクレッド・ハート』（1985年）、『インターミッション』（1986年）、『ドリーム・イーヴル』（1987年）に参加したが、1989年12月にグループを去る。
ディオ在籍中の1985年には、バンド・エイドに始まった数あるチャリティー・プロジェクトのひとつとしてロニーが音頭をとって実現したヘヴィメタル版バンド・エイド「ヒア・アンド・エイド（Hear 'n Aid）」にも参加、アルバム『スターズ』のレコーディングでクワイエット・ライオットのフランキー・バネリとともにドラムを担当した。
1990年には「WWIII（ワールド・ウォー3）」に参加。
1992年、ディオとともにブラック・サバスに復帰し、『ディヒューマナイザー』（1992年）のレコーディングとツアーに参加。
1993年には再びロニーとともにディオを再興。『ストレンジ・ハイウェイズ』（1994年）と『アングリー・マシーンズ』（1996年）をレコーディング。
2005年にはサークル・オブ・タイランツのレコーディングに参加したほか、アレックス・スコルニックとも仕事をした。
2006年の『ベスト・オブ・ディオ・イヤーズ』の制作を機に再集結した元ブラック・サバスのメンバー（トニー・アイオミ、ギーザー・バトラー、ロニー・ジェイムス・ディオ、ヴィニーの4人）でヘヴン・アンド・ヘルを結成し、2009年4月28日にアルバム『ザ・デヴィル・ユー・ノウ』をリリース、ビルボード・アルバムチャートの8位にランクされる。
2009年10月にはシン・シティ・シナーズ（Sin City Sinners）とともにラスヴェガスでの2回のショウでプレイした。
2013年8月3日、ディオ時代共に活動していたヴィヴィアン・キャンベル、ジミー・ベイン、元リンチ・モブのアンドリュー・フリーマンらと結成したラスト・イン・ラインの初ライブをカリフォルニアで開催。
2016年、ラスト・イン・ラインとしてのデビュー・アルバム『へヴィ・クラウン』をリリース。アルバムのプロデュースは、ディオにも参加経験のある元ドッケンのジェフ・ピルソン。

## プレイスタイル
レスラーと見まがう堂々たる体躯から繰り出す、スピーディーかつラウドなプレイがトレードマーク。
兄のカーマインが、スネアにエフェクターをかませたり、アクセントの移動でトリッキーなフレーズを編み出したり、ドラムをプレイしながらリード・ヴォーカルをとったりと、常にプレイやサウンドに革新性を吹き込むことにトライしてきたのに対し、弟ヴィニーはあくまでもオーソドックスなロック・ドラミングをその基本とした。
プレイ自体はオーソドックスではあるが、ストロークの速さ、アタックの強さは業界随一で、スネアを中心としたシャープなフィルインを隙あらばと叩き込む攻撃的なドラミングが身上。
ボトムをどっしり支えることよりも、アンサンブルの先頭に立ってバンドを引っ張っていくのが彼の持ち味でありスタイルである。
1980年代までは普通のツーバスのセッティングであったが、1990年代以降、ツーバスの配置のまま左足側のバスドラムを外し、ワンバスでツーバス分の大股開きの状態で身体が正面を向く（右足のバスドラムのフロントヘッドが正面ではなく斜め前方を向く）独自のセッティングを定着させた。必要に応じてツイン・ペダルを使用する。
現在使用しているセットはdw製。

## ロニー・ジェイムス・ディオ
1980年の最初のブラック・サバス加入以降、ブラック・サバス脱退、ディオ結成、ブラック・サバス復帰、脱退、ディオ再結成、ヘヴン・アンド・ヘル結成と、そのキャリアのほとんどにおいてロニー・ジェイムス・ディオとともに行動し、さながらロニー専属ドラマーの様相を呈していた。
しかし、2010年にロニーが死去し、2人の共演は二度と観られなくなった。

## ディスコグラフィ

### デリンジャー
- 『デリンジャー革命』 - Derringer (1976年)
- 『悪魔と拳銃』 - Sweet Evil (1977年)
- 『ライヴ!』 - Derringer Live (1977年)

### アクシス
- 『灼熱星雲』 - It's A Circus World (1978年)

### ブラック・サバス
- 『悪魔の掟』 - Mob Rules (1981年)
- 『ライヴ・イーヴル』 - Live Evil (1982年) ※ライブ
- 『ディヒューマナイザー』 - Dehumanizer (1992年)
- 『ベスト・オブ・ディオ・イヤーズ』 - Black Sabbath: The Dio Years (2007年) ※コンピレーション
- 『ライヴ・アット・ハマースミス・オデオン』 - Live at Hammersmith Odeon (2007年) ※ライブ

### ディオ
- 『情念の炎～ホーリィ・ダイヴァー』 - Holy Diver (1983年)
- 『ラスト・イン・ライン』 - The Last In Line (1984年)
- 『セイクレッド・ハート』 - Sacred Heart (1985年)
- 『インターミッション』 - Intermission (1986年) ※ライブ
- 『ドリーム・イーヴル』 - Dream Evil (1987年)
- 『ストレンジ・ハイウェイズ』 - Strange Highways (1994年)
- 『アングリー・マシーンズ』 - Angry Machines (1996年)
- 『ディオズ・インフェルノ:ザ・ラスト・イン・ライヴ』 - Inferno: Last in Live (1998年) ※ライブ

### ヒア・アンド・エイド
- 『スターズ』 - Hear 'n Aid (An All-Star Album For Famine Relief) (1986年)

### WWIII
- 『ワールド・ウォー3』 - World War III (1990年)

### パワー・プロジェクト
- Dinosaurs (2006年)

### 3・レッグド・ドッグ
- Frozen Summer (2006年)

### ヘヴン・アンド・ヘル
- 『ライヴ・フロム・レディオ・シティ・ミュージック・ホール』 - Live from Radio City Music Hall (2007年) ※ライブ
- 『ザ・デヴィル・ユー・ノウ』 - The Devil You Know (2009年)
- 『ネオン・ナイツ〜ライヴ・アット・ヴァッケン2009』 - Neon Nights: 30 Years of Heaven & Hell (2010年) ※ライブ

### キル・デヴィル・ヒル
- Kill Devil Hill (2012年)
- Revolution Rise (2013年)

### WAMIプロジェクト
- 『キル・ザ・キング』 - Kill the King (2014年)

### Dunsmuir
- Dunsmuir (2016年)

### ジョエル・ホークストラズ13
- 『ダイイング・トゥ・リヴ』 - Dying to Live (2015年)
- 『ランニング・ゲームズ』 - Running Games (2021年)

### レザレクション・キングス
- 『レザレクション・キングス』 - Resurrection Kings (2016年)

### ラスト・イン・ライン
- 『へヴィ・クラウン』 - Heavy Crown (2016年)
- 『2』 - II (2019年)
- Jericho (2023年)

### アピス
- 『シニスター』 - Sinister (2017年) ※with カーマイン・アピス

### 参加アルバム
- ジョン・レノン : 『心の壁、愛の橋』 - Walls and Bridges (1974年) ※「Whatever Gets You Thru the Night」にハンド・クラップで参加（ノンクレジット）[3]
- レイ・ゴメス : 『ボリューム』 - Volume (1980年)
- ウォー・アンド・ピース : The Flesh & Blood Sessions (1999年)
- マーク・ボールズ : 『エッジ・オヴ・ザ・ワールド』 - Edge of the World (2002年)
- サークル・オブ・タイランツ : The Circle of Tyrants (2005年)
- ハリウッド・モンスターズ : Big Trouble (2014年)
- マルティリア : R-Evolution (2014年)
- トゥーハイダー : Mainly Songs About Robots (2015年)
- ハリウッド・モンスターズ : Capture the Sun (2016年)
- エイドリアン・ラッソ : Frozen in Time (2017年)